# 밋지 유르
밋지 유어(영어: Midge Ure, OBE, 1953년 10월 10일 ~ )는 스코틀랜드의 기타 연주자, 가수, 사회운동가다. 솔로활동으로 1985년 영국 싱글 차트 1위를 기록한 〈If I Was〉가 유명하다.
밥 겔도프와 함께 밴드 에이드 · 라이브 에이드 · 라이브 8 등을 조직하는 등 자선활동을 통한 공헌을 인정받아, 2005년에 대영 제국 훈장 4등급(OBE)을 받았다.